# In My Arms
"In My Arms" er en sang af den australske sangerinde Kylie Minogue fra hendes tiende studiealbum X (2007). Sangen blev skrevet af Minogue, Calvin Harris, Richard Stannard, Paul Harris og Julian Peake, og produceret af Harris og Stannard.

## Udgivelse
"In My Arms" blev udgivet som albummets anden single i Europa den 15. februar 2008, og tredje single i Storbritannien og Australien den 5. maj 2008. Sangen har modtaget positive anmeldelser fra kritikere. I Belgien nåede sangen nummer fjorten i Flandern og nummer elleve i Vallonien. "In My Arms" nåede nummer otte i Grækenland og Tyskland, nummer ti i Frankrig, og blev hendes største hit der siden "Can't Get You Out of My Head". Sangen nåede Top 5 i Tjekkiet og Tyrkiet, Top 10 i Slovakiet og Schweiz, Top 20 i Østrig, Irland, Holland og Sverige. Singlen nåede nummer 69 på UK Singles Chart og tiendepladsen tre uger senere. I Australien nåede sangen nummer 35 på ARIA Charts.

## Formater og sporliste
Europæisk CD
1. "In My Arms" – 3:32
2. "Cherry Bomb" – 4:16

Europæisk CD maxi
1. "In My Arms" – 3:32
2. "Do It Again" – 3:23
3. "Carried Away" – 3:15

Britisk CD 1
1. "In My Arms" – 3:32
2. "Can't Get You Out of My Head" (Greg Kurstin Remix) – 4:04

Britisk CD 2
1. "In My Arms" – 3:32
2. "In My Arms" (Death Metal Disco Scene Remix) – 5:43
3. "In My Arms" (Sebastien Leger Remix) – 7:05
4. "In My Arms" (Video)

Australsk CD
1. "In My Arms" – 3:32
2. "In My Arms" (Death Metal Disco Scene Remix) – 5:43
3. "In My Arms" (Sebastien Leger Remix) – 7:05
4. "Can't Get You Out of My Head" (Greg Kurstin Remix) – 4:04

## Hitlister
| Hitliste                          | Placering |
| --------------------------------- | --------- |
| Australien (ARIA Charts)          | 35        |
| Østrig (Ö3 Austria Top 75)        | 16        |
| Belgien (Ultratop 50 Flandern)    | 10        |
| Belgien (Ultratop 40 Vallonien)   | 11        |
| Tjekkiet (Czech Airplay Chart)    | 2         |
| Danmark (Tracklisten)             | 36        |
| Holland (Mega Single Top 100)     | 33        |
| Frankrig (SNEP)                   | 10        |
| Tyskland (Media Control Charts)   | 8         |
| Irland (Irish Singles Chart)      | 15        |
| Rumænien (Romanian Top 100)       | 1         |
| Slovakiet (Slovak Airplay Chart)  | 6         |
| Schweiz (Schweizer Hitparade)     | 10        |
| Sverige (Sverigetopplistan)       | 15        |
| Storbritannien (UK Singles Chart) | 10        |

## Utgivelse historie
| Land           | Dato             | Pladeselskab |
| -------------- | ---------------- | ------------ |
| Tyskland       | 15. februar 2008 | EMI          |
| Frankrig       | 25. februar 2008 | EMI          |
| Australien     | 28. april 2008   | Warner Music |
| Storbritannien | 5. maj 2008      | Parlophone   |